# 愛女星
愛女星（43 Ariadne，ˌeɹiˈædni）是第43號小行星，在主帶內是相當大與明亮的，也是花神星族第二大的小行星，在1857年4月15日被N.R.普森，並以希臘神話的女英雄阿里阿德涅命名，中文譯為愛女星。

## 特徵
愛女星非常狹長（長度幾乎是寬度的兩倍）並且可能是由兩個個體結合而成[3]，至少角度是非常明顯的。它的自轉方向是逆向的，而且自轉軸幾乎就躺在黃道面上，指向黃道座標的黃緯（β）-15°，黃經（λ）235°，誤差約為10°[2]。換言之轉軸傾角約為105°。 

## 2004至2020年愛女星視運動狀況
| 留，逆行       | 衝             | 距離（天文單位） 地心距離 | 最大亮度 （星等） | 留，順行       | 合日           |
| -------------- | -------------- | ------------------------- | ----------------- | -------------- | -------------- |
| 2004年1月31日  | 2004年3月17日  | 1.23086                   | 10.4              | 2004年5月1日   | 2005年1月7日   |
| 2005年9月6日   | 2005年10月25日 | 1.27796                   | 10.5              | 2005年12月6日  | 2006年6月20日  |
| 2006年12月23日 | 2007年2月10日  | 1.46428                   | 11.0              | 2007年3月31日  | 2007年11月2日  |
| 2008年7月25日  | 2008年9月8日   | 0.98422                   | 9.8               | 2008年10月15日 | 2009年5月20日  |
| 2009年11月24日 | 2010年1月13日  | 1.58015                   | 11.1              | 2010年3月4日   | 2010年9月15日  |
| 2011年5月22日  | 2011年6月28日  | 0.81561                   | 8.9               | 2011年8月3日   | 2012年4月14日  |
| 2012年10月27日 | 2012年12月17日 | 1.57175                   | 11.0              | 2013年2月4日   | 2013年8月10日  |
| 2014年3月9日   | 2014年4月19日  | 1.01943                   | 9.8               | 2014年5月30日  | 2015年2月24日  |
| 2015年9月30日  | 2015年11月19日 | 1.43995                   | 10.8              | 2016年1月3日   | 2016年7月10日  |
| 2017年1月17日  | 2017年3月5日   | 1.31117                   | 10.6              | 2017年4月21日  | 2017年12月17日 |
| 2018年8月26日  | 2018年10月13日 | 1.19507                   | 10.3              | 2018年11月23日 | 2019年6月12日  |
| 2019年12月14日 | 2020年2月2日   | 1.51164                   | 11.0              | 2020年3月22日  | 2020年10月16日 |

## 其他瑣事
- 不知是何原因，愛女星也列名在美國國家航空暨太空總署的太空探測計畫中，資料被儲存在星塵號的微晶片內。

## 外部連結
- shape model deduced from lightcurve （页面存档备份，存于）
- bi-lobed shape model from Hubble lightcurves
- 愛女星 at the JPL Small-Body Database 
  - Close approach · Discovery · Ephemeris · Orbit diagram · Orbital elements · Physical parameters

| 前一小行星： (42)育神星 | 小行星列表 | 後一小行星： (44)侍神星 |